# Partido judicial de Sagunto
El partido judicial de  Sagunto es uno de los dieciocho partidos judiciales de la provincia de Valencia; en concreto se trata del partido judicial n.º 7  de la provincia de Valencia.
El ámbito territorial, que viene regulado por el Real Decreto 529/1983, de 9 de marzo, comprende los municipios de:
- Albalat de Taronchers
- Alfara de la Baronía
- Algar de Palancia
- Algimia de Alfara
- Benavites
- Benifairó de los Valles
- Canet de Berenguer
- Estivella
- Faura
- Gilet
- Petrés
- Cuart de les Valls
- Cuartell
- Sagunto
- Segart
- Torres Torres